# Povoação Velha
Povoação Velha es una localidad caboverdiana del municipio de Boa Vista.

## Geografía
La localidad está situada en la isla de Boa Vista.

## Organización territorial
La localidad abarca el lugar de:
- Povoação Velha